# Prévenchères
Prévenchères là một xã ở tỉnh Lozère trong vùng Occitanie, phía nam nước Pháp. Khu vực này có độ cao trung bình 860 mét trên mực nước biển.
Thị trấn nằm ở tả ngạn sông Chassezac - một con sông chảy hướng đông nam qua phía tây thị trấn.